# Pablo Ferrari
Pablo Ferrari (ur. 17 stycznia 1978 w Palencii) – hiszpański aktor, reżyser, scenarzysta i producent filmów pornograficznych.
Swój pseudonim artystyczny przyjął od włoskiego producenta samochodów sportowych i wyścigowych Ferrari.

## Życiorys

### Wczesne lata
Urodził się i wychował w Palencii. Od najmłodszych lat wiedział, że gdy dorośnie, zostanie zawodowym kolarzem lub biznesmenem. Jego dziadek był właścicielem fabryki serów. Przez dziesięć lat rywalizował w kolarstwie. Pracował jako dostawca reklam w skrzynkach pocztowych, dostawca ciast i kierownik sprzedaży maszyn z sektora budowlanego w El Corte Inglés. Zdobył srebrny medal izby handlowej.

### Kariera w branży porno
Swoją karierę w przemyśle filmowym rozpoczął w 2004, po podpisaniu kontraktu na casting, który zorganizował producent Manda Eggs Productions w Tarragonie. Jednak postanowił na jakiś czas odejść z branży. Kiedy w 2008 musiał ogłosić w swojej firmie bankructwo, postanowił spróbować powrócić na ekran.
Pod koniec 2009 wystąpił w filmach hiszpańskich i międzynarodowych dla Brazzers, Reality King, Porn Pross, Private i Babes.
W 2011 zadebiutował jako reżyser filmów dla dorosłych własnej wytwórni RedDevilXd.
W 2013 zdobył nagrodę Galaxy za najlepszą scenę lesbijską w swojej reżyserii. W 2014 na Festival Internacional de Cine Erótico de Barcelona został uhonorowany nagrodą Ninfa za najlepszą scenę BDSM w Light vs Hard (2013), a także w Las Vegas zdobył nominację do AVN Award dla najlepszego reżysera internetowego. W parodii Don Kichota – Don Quixxote (2014) zagrał miejscowego wieśniaka Sanczo Pansę, a w produkcji Cumlouder Cervantes y Shakespeare en un Anal de la Mancha (2016) był Szekspirem. Zrealizował parodię porno komedii Poznaj mojego tatę (2015) i baśń porno Jaś i Małgosia (2016).
W 2015 otrzymał nagrodę Ninfa za najlepszą scenę amatorską w El primer anal de Apolonia (2014), a także był nominowany do XBIZ Award i AVN Award w kategorii „Najlepszy wykonawca zagraniczny roku” obok takich gwiazdorów jak Rocco Siffredi, Mike Angelo, Danny D, Nacho Vidal, Omar Galanti, Kid Jamaica, David Perry, Ian Scott i Christoph Clark.
W maju 2019 obok psychologów i seksuologów wziął udział w panelu dyskusyjnym „Seks-rewolucja” (Sex-Volución), zorganizowanym przez Salon Erotyczny w Barcelonie.

## Nagrody i nominacje
| Rok  | Nagroda           | Kategoria                                                              | Film                              | Pozostali wykonawcy                                                                                       | Rezultat  |
| ---- | ----------------- | ---------------------------------------------------------------------- | --------------------------------- | --- | --------- |
| 2013 | Ninfa             | Najlepszy aktor                                                        | –                                 | – | Nominacja |
| 2013 | Ninfa             | Najlepszy producent/Najlepsza wytwórnia dla dorosłych (Red Devil X)    | –                                 | – | Nominacja |
| 2013 | Galaxy            | Najlepszy reżyser sceny lesbijskiej                                    | Beach Love (RedDevilX, 2013)      | – | Wygrana   |
| 2013 | Galaxy            | Najlepszy aktor                                                        | –                                 | – | Nominacja |
| 2014 | Ninfa             | Najlepsza scena BDSM                                                   | Light vs Hard (2013)              | – | Wygrana   |
| 2014 | Ninfa             | Najlepsza scena BDSM                                                   | CFNM Spain (2013)                 | – | Nominacja |
| 2014 | AVN Award         | Najlepszy reżyser internetowy                                          | –                                 | – | Nominacja |
| 2015 | Ninfa             | Najlepsza scena amatorska                                              | El primer anal de Apolonia (2014) | – | Wygrana   |
| 2015 | XBIZ Award        | Najlepszy wykonawca zagraniczny                                        | –                                 | – | Nominacja |
| 2015 | AVN Award         | Najlepszy wykonawca zagraniczny roku                                   | –                                 | – | Nominacja |
| 2016 | Ninfa             | Najlepszy aktor                                                        | –                                 | – | Nominacja |
| 2016 | Ninfa             | Najlepsza scena                                                        | Apolonia y los 7 guarritos (2015) | Apolonia Lapiedra, Sasha Blonnde, Miguel Zayas, Kevin White, Emilio Ardana, Potro De Bilbao i Jesús Reyes | Nominacja |
| 2016 | Ninfa             | Najlepszy reżyser                                                      | –                                 | – | Wygrana   |
| 2017 | Ninfa             | Najlepszy aktor                                                        | –                                 | – | Nominacja |
| 2017 | Ninfa             | Najlepszy reżyser                                                      | –                                 | – | Nominacja |
| 2017 | AVN Award         | Najlepszy wykonawca zagraniczny                                        | –                                 | – | Nominacja |
| 2017 | EroAward          | Najlepszy aktor porno                                                  | –                                 | – | Nominacja |
| 2018 | XBIZ Award        | Wykonawca zagraniczny roku                                             | –                                 | – | Nominacja |
| 2018 | AVN Award         | Najlepszy wykonawca zagraniczny                                        | –                                 | – | Nominacja |
| 2018 | Ninfa             | Najlepsza scena roku                                                   | Pop Corn (2017)                   | – | Nominacja |
| 2018 | Ninfa             | Najlepsze fellatio roku                                                | Pop Corn (2017)                   | Alina Henessy i Misha Cross                                                                               | Nominacja |
| 2018 | Ninfa             | Najlepsza scena triolizmu                                              | Pop Corn (2017)                   | Alina Henessy i Misha Cross                                                                               | Wygrana   |
| 2018 | Ninfa             | Najlepszy aktor roku                                                   | Pop Corn (2017)                   | – | Nominacja |
| 2018 | XBIZ Europa Award | Wykonawca roku                                                         | –                                 | – | Nominacja |
| 2019 | XBIZ Europa Award | Najlepsza aktor                                                        | Crazy Hot Girlfriend (2018)       | – | Nominacja |
| 2019 | XBIZ Europa Award | Najlepsza scena seksu w produkcji gonzo                                | Chained & Ass Fucked (2018)       | Venus Afrodita                                                                                            | Nominacja |
| 2024 | AVN Award         | Nagroda fanów: Ulubiony twórca niezależny                              | –                                 | – | Nominacja |
| 2024 | AVN Award         | Nagroda fanów: Najgorętsza współpraca twórców w scenach seksu analnego | –                                 | Amari Gold                                                                                                | Nominacja |
| 2024 | AVN Award         | Nagroda fanów: Najgorętsza współpraca twórców w scenach seksu analnego | –                                 | Nicole Doshi                                                                                              | Nominacja |
| 2025 | AVN Award         | Nagroda fanów: Ulubiony twórca niezależny                              | –                                 | – | Nominacja |